# Boncore
Boncore is een plaats (frazione) in de Italiaanse gemeente Nardò.